# Nowe Jaroszowice
Nowe Jaroszowice (dawniej niem. Neu Jäschwitz; wcześniej Jasiowice) – wieś w Polsce położona w województwie dolnośląskim, w powiecie bolesławieckim, w gminie Bolesławiec. W latach 1975–1998 miejscowość administracyjnie należała do województwa jeleniogórskiego.

## Zabytki
W miejscowości znajduje się wiele zabytków takich jak: Grobowiec rodziny Martenów, poniemiecka tama służąca do zatrzymywania wody, w której znajdowało i nadal znajduje się złoto.

## Znane postacie
W 1812 roku brytyjski admirał John Franklin podczas jednej ze swoich wypraw odwiedził Nowe Jaroszowice.

## Położenie
Miejscowości siąsiadujące - wioski: Suszki, Kraszowice, Łaziska, Stare Jaroszowice; miasto Bolesławiec.